# Nefis
Nefis SRL este o companie producătoare de patiserie și cofetărie (dulciuri, biscuiți, napolitane, snacks-uri, etc) din Republica Moldova. Întreprinderea a fost fondată în octombrie 1997 în Florești. Producția nemijlocită a fost lansată o jumătate de an mai târziu pe 10 februarie 1998. 
La început se produceau doar două feluri de biscuiți, dar în scurt timp sortimentul produselor a depășit câteva sute de tipuri. În prezent marca Nefis este o marcă recunoscută pe piața Republicii Moldova. Produsele acestei mărci se exportă în peste 25 de țări ale lumii. Unele din ele fiind: Canada, Rusia, Bosnia și Herțegovina, Georgia, Statele Unite, țările UE (Bulgaria, Slovacia, Republica Cehă, Germania, Letonia, Cipru, Lituania, Estonia, Ungaria, România), Africa de Sud, Liberia, Sierra Leone, Ghana, Arabia Saudită, Libia, Australia și Belarus. 
În 2010 „Nefis” și-a extins producția construind o fabrică la Cojușna, Strășeni cu o suprafață de 11,000 mp, în octombrie aceluiași an aici fiind lansată producția, activând 400 angajați.